# 1062
1062. је била проста година.

## Догађаји
- Википедија:Непознат датум — Владавина арапске династије Абадида у Севиљи у данашњој Шпанији (од 1023. до 1091).

- Смрт грофа Елфгара, потомка древних саксонских краљева. Иза њега су остали синови Едвин и Моркер.
- Харолд Годвинсон напада Велс. Победа над Грифидом ап Ливелином, краљем Гвинета.
- Смрт грофа од Мејна Херберта II. Припајање грофовије Мејн Нормандији. Веридба Роберта, сина војводе Вилијама, са Маргаретом, сестром Херберта.
- Пренос регентства од стране Хајнриха IV од Салија на надбискупе Келна, Бремена и световне принчеве није допринео промени ситуације коју је успоставила његова мајка Агнес де Поату, под којом је дошло до наглог слабљења краљевске власти, повећања сепаратизма принчева и улоге папства у животу Светог римског царства.
- Први половчански препад на Староруску државу поменут у изворима под вођством кана Искале.
- 2. фебруар — перејаславски кнез Всеволод Јарославић кренуо је против Половаца, али га је непријатељ поразио, а они су се, након успешног препада и пљачке, повукли у степе.
- Изјаслав Јарославић, под другим игуманом Варлама Кијевско-печерског манастира, предао је земљу изнад пећина, на којој је подигнут Стари манастир.

## Смрти
- Аделаида од Угарске